# Frydek
Frydek (deutsch Siegfriedsdorf) ist eine Ortschaft mit einem Schulzenamt der Gmina Miedźna im Powiat Pszczyński der Woiwodschaft Schlesien in Polen.

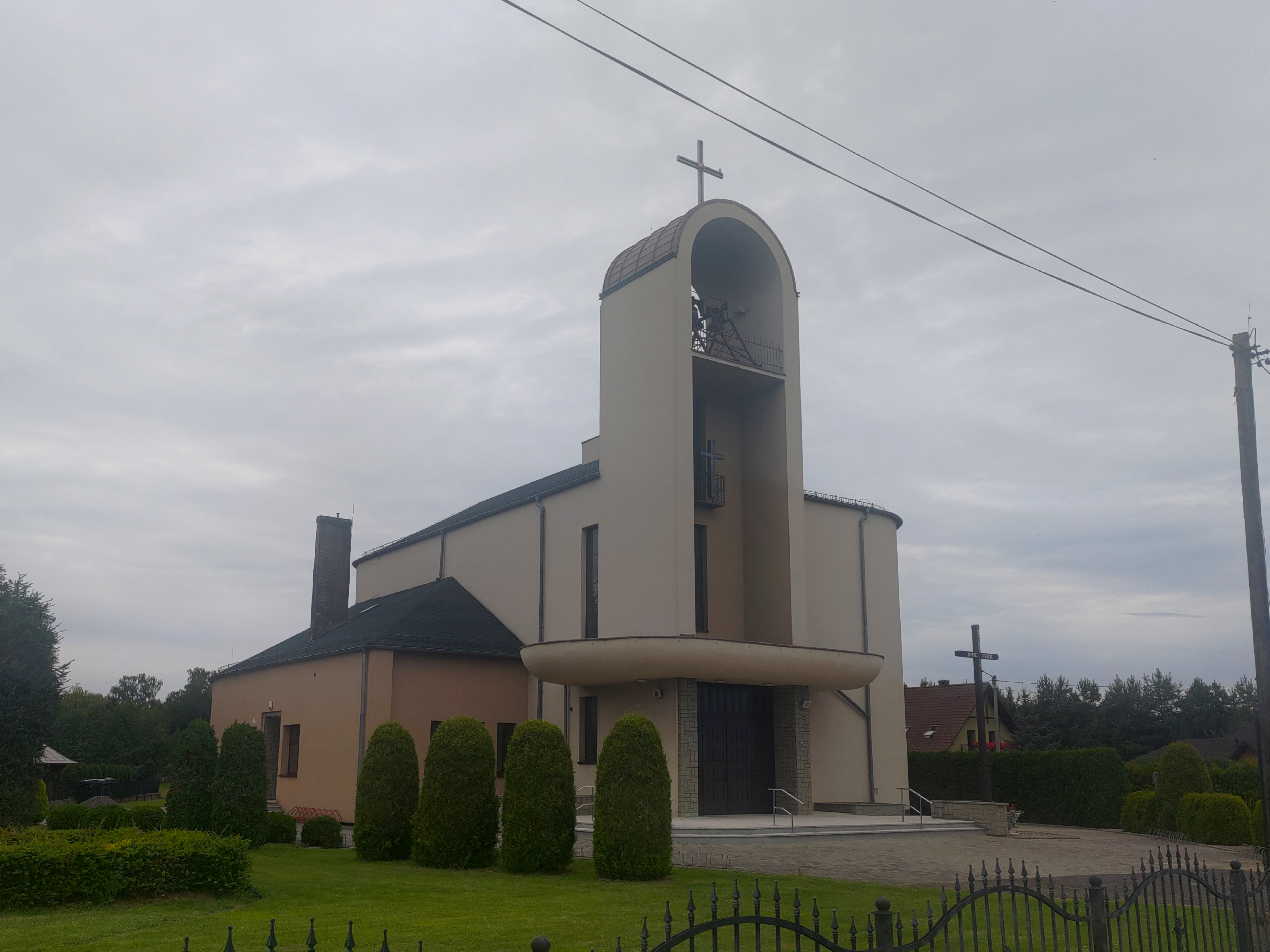
Ortskirche

## Geschichte
Der Ort wurde um das Jahr 1630 vom Graf Siegfried von Promnitz, dem Herren von Pleß, gegründet und Siegfriedsdorf benannt. Im 18. Jahrhundert etablierte sich der Name Friedeck (1741; vergleiche Frýdek (Friedeck) – vom mittelhochdeutschen vride (Friede) und eck (Ecke)), der später als der polnische Nebenname Frydek (1845) für Siegriedsdorf betrachtet wurde (z. B. Frydek, deutsch Siegriedsdorf im Jahr 1881).
Nach dem Ersten Schlesischen Krieg und dem Vorfrieden von Breslau fiel das Dorf mit dem größten Teil Schlesiens an Preußen. Ab 1816 gehörte es zum Kreis Pleß, mit dem es bis 1922 verbunden blieb.
In der Volksabstimmung in Oberschlesien über die künftige Zugehörigkeit Oberschlesiens vom Jahre 1921 votierten 262 von 292 Wählern für Polen, 29 Stimmen votierten für Deutschland.
Nach der polnischen Annexion Ostoberschlesiens 1922 gehörte Frydek zu Polen. Unterbrochen wurde dies nur durch die Besetzung Polens durch die Wehrmacht im Zweiten Weltkrieg.
Ab dem Jahr 1950 gehörte es zur Woiwodschaft Katowice.